# 1869 en architecture
| Années de l'architecture : 1866 - 1867 - 1868 - 1869 - 1870 - 1871 - 1872    |
| Décennies de l'architecture : 1830 - 1840 - 1850 - 1860 - 1870 - 1880 - 1890 |

Cet article présente les faits marquants de l'année 1869 en architecture.

## Réalisations
- 17 novembre : ouverture du canal de Suez.
- Construction de la Rotes Rathaus à Berlin.
- Construction du Blackfriars Bridge à Londres.
- Construction des tours et de la flèche de la cathédrale Saint-Pierre de Ratisbonne (commencé en 1859).

## Événements
- La construction du Neuschwanstein en Bavière dessiné par Christian Jank commence.

## Récompenses
- Royal Gold Medal : Karl Richard Lepsius.
- Prix de Rome : Ferdinand Dutert.

## Naissances
- 28 janvier : Jean-Amédée Gibert, peintre et architecte français († 11 mars 1945 )
- 21 mars : Albert Kahn († 8 décembre 1942).
- 29 mars : Edwin Lutyens († 1er janvier 1944).
- 4 avril : Mary Colter († 1958).
- 28 avril : Bertram Goodhue († 1924).
- 30 avril : Hans Poelzig († 14 juin 1936).
- 4 novembre : Georges Biet, architecte français, de style Art nouveau († 5 septembre 1955)
- Louis-Auguste Amos († 1948).
- Émile Lambot († 1940).

## Décès
- Étienne-Hippolyte Godde, architecte français (°  26 décembre 1781).
- Isaiah Rogers (° 1800).